# Mnesarete cupraea
Mnesarete cupraea – gatunek ważki z rodziny świteziankowatych (Calopterygidae). Występuje na terenie Ameryki Południowej.